# Gonneville
Gonneville foi uma comuna francesa na região administrativa da Normandia, no departamento Mancha. Estendia-se por uma área de 15,46 km². Em 2010 a comuna tinha 1 577 habitantes (densidade: 102 hab./km²).
Em 1 de janeiro de 2016, passou a formar parte da nova comuna de Gonneville-Le Theil.